# Маврикианская медаль
Маврикианская медаль (итал. Medaglia Mauriziana al merito di dieci lustri di carriera militare — Маврикианская медаль заслуг за 10 пятилетий военной карьеры) — медаль Италии.
Государственная награда предназначена для награждения за 50 лет военной службы. Награда учреждена 19 июля 1839 года. Как награда Итальянской Республики установлена законом № 203 от 7 мая 1954 года, модифицирована законом № 1327 от 8 ноября 1956 года. 
Медалью награждаются офицеры и унтер-офицеры Армии Карабинеров, Сухопутных сил, ВВС и ВМФ, Финансовой гвардии и Государственной полиции Италии.
Награждение производится декретом Президента Итальянской Республики по представлению Министра обороны (для военнослужащих), Министра финансов и Министра внутренних дел (для остальных категорий).